# Simon Bwalya
Simon Bwalya (sinh ngày 25 tháng 2 năm 1985) là một cầu thủ bóng đá người Zambia thi đấu cho Nkana, ở vị trí tiền vệ.

## Sự nghiệp
Sinh ra ở Lusaka, Bwalya từng thi đấu cho Lusaka Dynamos, Power Dynamos và Nkana.
Anh có 5 lần khoác áo cho đội tuyển Zambia giữa năm 2009 và 2010.